# Herói nacional

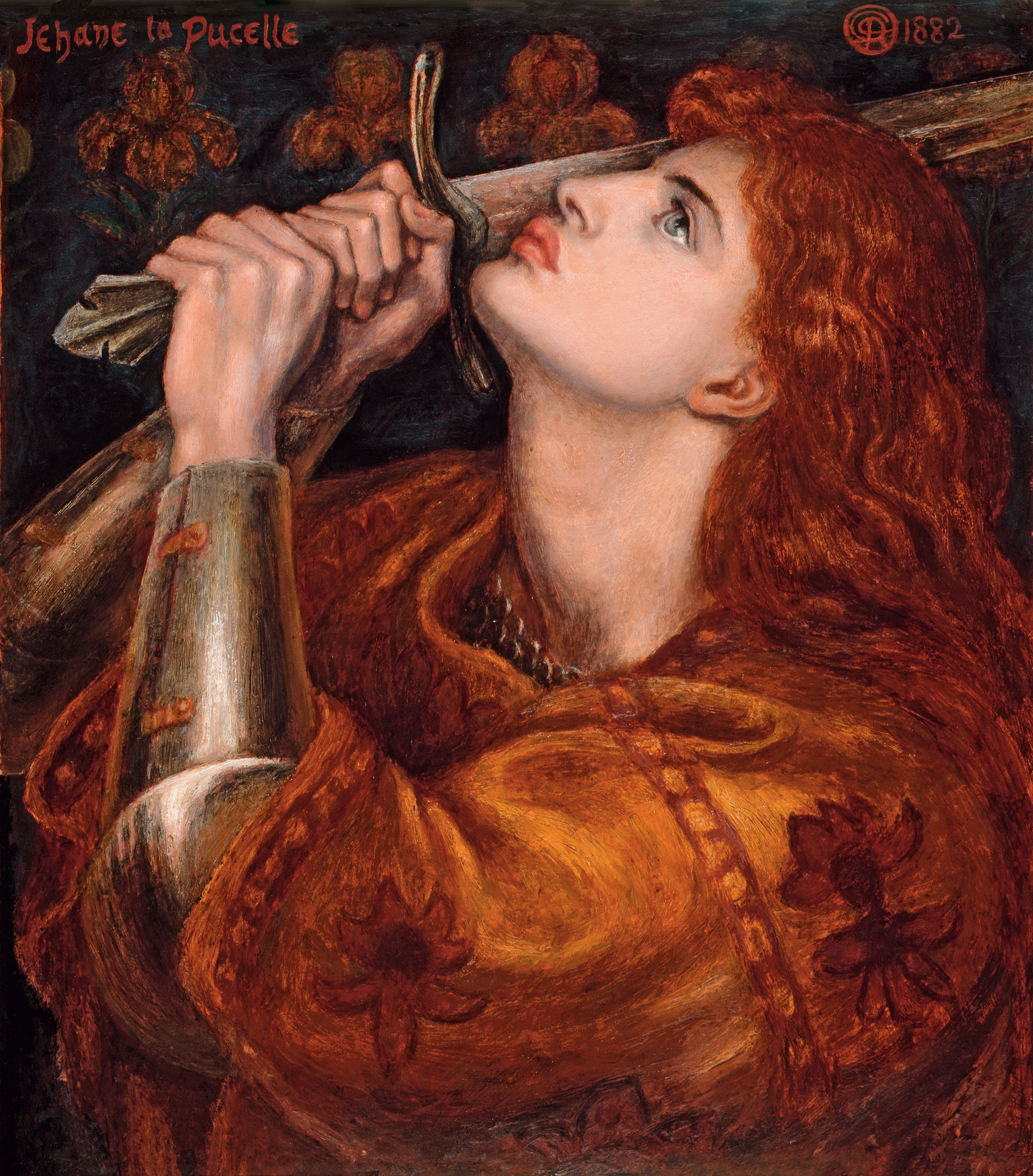
Joana d'Arc (1882), pintura de Dante Gabriel Rossetti.

Um herói nacional é um personagem histórico real ou mitológico, tendo tido um papel comprovado ou simbólico na constituição ou evolução da sua nação, ao ponto de beneficiar de reconhecimento oficial ou quase consensual no seu país. A noção de herói corresponde, portanto, à atribuição de um certo número de qualidades e características, objetivas ou por vezes mais fantasiadas, a um personagem, pela sua comunidade nacional ou por uma comunidade nacional que o reivindica.
Muitas nações têm uma ou mais figuras heróicas, às vezes lendárias, cujas ações e personalidade são honradas e destacadas como exemplo. É importante distinguir os heróis nacionais oficiais, comemorados todos os anos por um Estado numa data específica, dos heróis nacionais da cultura popular nacional, e que portanto não beneficiam de um dia dedicado por uma nação: estes últimos são muitas vezes semelhantes aos heróis populares, que podem ter uma dimensão menos consensual ou meritória. Certos heróis nacionais, geralmente oficiais, também são agraciados com a distinção de pai da pátria, quase sempre a posteriori.

## Tipos de reconhecimento e comemorações
Cada país pode assinalar o reconhecimento de um dos seus heróis nacionais de uma forma específica à sua cultura. Generalidades podem, no entanto, ser observadas.

### Dia Memorial
O dia do falecimento ou do nascimento pode ser declarado feriado nacional ou festa popular.

### Monumentos ou locais comemorativos
É muito comum ver uma nação atribuir quase sistematicamente o nome de um herói nacional às suas ruas, praças, parques, escolas, centros e até cidades. Estátuas ou símbolos do personagem são frequentemente encontrados. Locais de vida, como o local de nascimento da pessoa, também podem se tornar museus.

### Itens comemorativos
O herói nacional adorna regularmente moedas ou notas, selos e condecorações com a sua imagem.

## Heróis nacionais oficiais e comemorações por país
- Afeganistão: O título de herói nacional é concedido ao comandante Massoud e, em 2015, à criança-soldado Wasil Ahmad.[2][3]
- Argélia: O emir Abdelkader ibn Muhieddine tornou-se uma figura nacional a partir de 1964, servindo para justificar o abandono do sistema tribal em favor de uma unidade central.[4] Ele foi declarado herói nacional em 1966, depois que Houari Boumédiène repatriou seus ossos da Síria para a Argélia, para a praça dos mártires do cemitério El Alia, localizado em Argel, e fundador do Estado argelino.
- Angola: O aniversário do herói nacional angolano Agostinho Neto, 17 de setembro, é comemorado como o Dia do Herói Nacional e é feriado.[5]
- Barbados: Em 28 de abril é celebrado o Dia dos Heróis Nacionais e feriado.[6]
- Bulgária: O herói nacional por excelência do país é Vasil Levski ("o Apóstolo da Liberdade"), mas outros também são considerados heróis nacionais (Hristo Botev, Hadji Dimitar, Georgi Rakovski, ou ainda Stefan Karadja), todos os heróis da Revolução Búlgara contra o invasor otomano no final do século XIX. Todos são considerados os "Apóstolos da Liberdade" e gozam de considerável veneração entre os búlgaros, especialmente Vasil Levski, o organizador da Revolução.
- Burquina Fasso: Thomas Sankara é por vezes considerado um “Che Guevara africano”. No Burkina Faso, vários partidos e movimentos da sociedade civil afirmam apoiá-lo. Às vezes é chamado de “presidente das crianças” ou “presidente dos pobres”. Assim, foi oficialmente declarado Herói da Nação do Burkina Faso sob o governo do Presidente Ibrahim Traoré durante uma decisão tomada pelo Governo na sua reunião do Conselho de Ministros na quarta-feira, 4 de outubro de 2023.[7]
- Cabo Verde: O dia 20 de janeiro é o Dia dos Heróis e feriado.
- Costa Rica: O país atribuiu oficialmente distinções de heróis nacionais (Benemérito de la Patria) com vários graus a cerca de uma centena de personalidades.
- Egito: O Presidente Gamal Abdel Nasser foi um presidente conhecido pela sua autoridade e carisma, e transformou o Egipto de um protectorado britânico numa potência influente do Terceiro Mundo. Ele foi o modelo para muitos apoiadores do pan-arabismo; como Ahmed Ben Bella com a Argélia que era um fervoroso nasserista, Muammar Gaddafi com a Líbia, que considerava Nasser um herói e procurou sucedê-lo como "líder dos árabes"; o Coronel Yaffar al Numeiry, um apoiante de Nasser que assumiu o poder no Sudão; Abdallah al-Sallal derrubou a monarquia do Iémen do Norte em nome do pan-arabismo de Nasser e golpes de Estado inspirados nas suas ideias foram organizados no Iraque em Julho de 1958 e na Síria em 1963.
- Estados Unidos: Em 3 de fevereiro é celebrado o  Dia dos Quatro Capelães (em inglês:  Four Chaplains Day).[8]
- França: Joana d'Arc é comemorado todos os anos durante o Dia Nacional de Joana D'Arc e do Patriotismo, no segundo domingo de maio. Certos heróis da Resistência, como Charles de Gaulle ou Jean Moulin, também são por vezes considerados heróis nacionais.
- Jamaica: A Ordem do Herói Nacional foi estabelecida desde 1969 pelo governo jamaicano. É o grau mais alto das cinco distinções concedidas a indivíduos merecedores. Sete pessoas a obtiveram: Paul Bogle, Sir Alexander Bustamante, Marcus Garvey, George William Gordon, Norman Manley, Nanny of the Maroons, Samuel Sharpe.
- Líbia: Em 16 de setembro é celebrado o dia de luto e comemoração do mártir Omar al-Mokhtar. Foi erguido um museu dedicado à sua memória; Em exposição estão as armas utilizadas por Omar al-Mokhtar e seus companheiros contra os italianos. Sob o regime de Muammar Gaddafi, a nota de 10 dinares líbios de 2004 foi marcada com a imagem de Omar al-Mokhtar.
- Marrocos: Mohammed V é considerado por muitos o “pai da moderna nação marroquina” (Abb al-Watan al-Maghribi).
- Moçambique: O dia 3 de fevereiro é o Dia dos Heróis e feriado.
- Namíbia: O dia 26 de agosto é o Dia dos Heróis, que comemora o início da luta armada durante a Guerra de Independência da Namíbia.
- Nicarágua: Os dias 16 de março e 12 de agosto são a celebração do nascimento e morte do Major-General José Dolores Estrada (1792-1869), vencedor na batalha da Hacienda San Jacinto contra os bucaneiros de William Walker, em 14 de setembro de 1856.[9]
- Nepal: Uma lista de 18 figuras históricas foi estabelecida por uma comissão oficial em 1955.
- Paraguai: Todo dia 1º de março há uma comemoração do Día de los Héroes em homenagem a Francisco Solano López.
- Filipinas: Há uma comemoração toda 4ª segunda-feira de agosto do Dia dos Heróis Nacionais (Araw ng mga Bayani), sendo feriado. Particularmente homenageados são Andrés Bonifacio, Marcelo H. del Pilar, Emilio Aguinaldo e José Rizal, membros do Katipunan, um partido revolucionário clandestino. José Rizal, porém, é o mais comemorado desde que 30 de dezembro, aniversário de sua execução, tornou-se feriado.
- Portugal: O feriado nacional português comemora a morte do poeta Luís de Camões (1580).
- República Democrática do Congo: O dia 16 de janeiro é o aniversário do assassinato de Laurent Désiré Kabila e 17 de janeiro é o aniversário do assassinato do primeiro-ministro Patrice Émery Lumumba, pai da independência nacional. No dia 1º de junho, data da devolução do corpo de Étienne Tshisekedi wa Mulumba à RDC, wa Mulumba foi elevado à categoria de herói nacional.
- Chéquia: Os tchecos fizeram de Jan Hus a alegoria da sua nação face à opressão católica, imperial e alemã: ele é um herói nacional comemorado todos os dias 6 de julho, dia da sua morte na fogueira, num feriado.
- Rússia: O conceito de herói nacional foi sistematizado na ex-URSS, os Heróis da União Soviética, rebatizados de Heróis da Rússia após a queda da URSS, são mais de 12 mil e portam a medalha estrela dourada.
- São Cristóvão e Neves: O dia 16 de setembro, dia em que nasceu o herói nacional Robert Bradshaw, é comemorado como o Dia dos Heróis Nacionais.
- São Vicente e Granadinas: O dia 14 de março é o Dia dos Heróis.
- Tunísia: Habib Bourguiba é considerado um herói nacional e fundador do Estado tunisiano. Quase todas as cidades da Tunísia têm uma rua ou avenida com o nome Bourguiba desde a independência do país. A mais famosa delas é a Avenida Habib-Bourguiba, localizada em Túnis. Em 1965, durante uma viagem a dez países africanos, chegou a ganhar uma avenida com o seu nome em cada uma das capitais que cruzou.
- Uganda: O dia 9 de junho é o Dia dos Heróis.
- Zâmbia: O dia 2 de julho é o Dia dos Heróis e feriado.
- Zimbabwe: A segunda segunda-feira de agosto é o Dia dos Heróis e feriado.[10]

## Heróis culturais ou populares nacionais

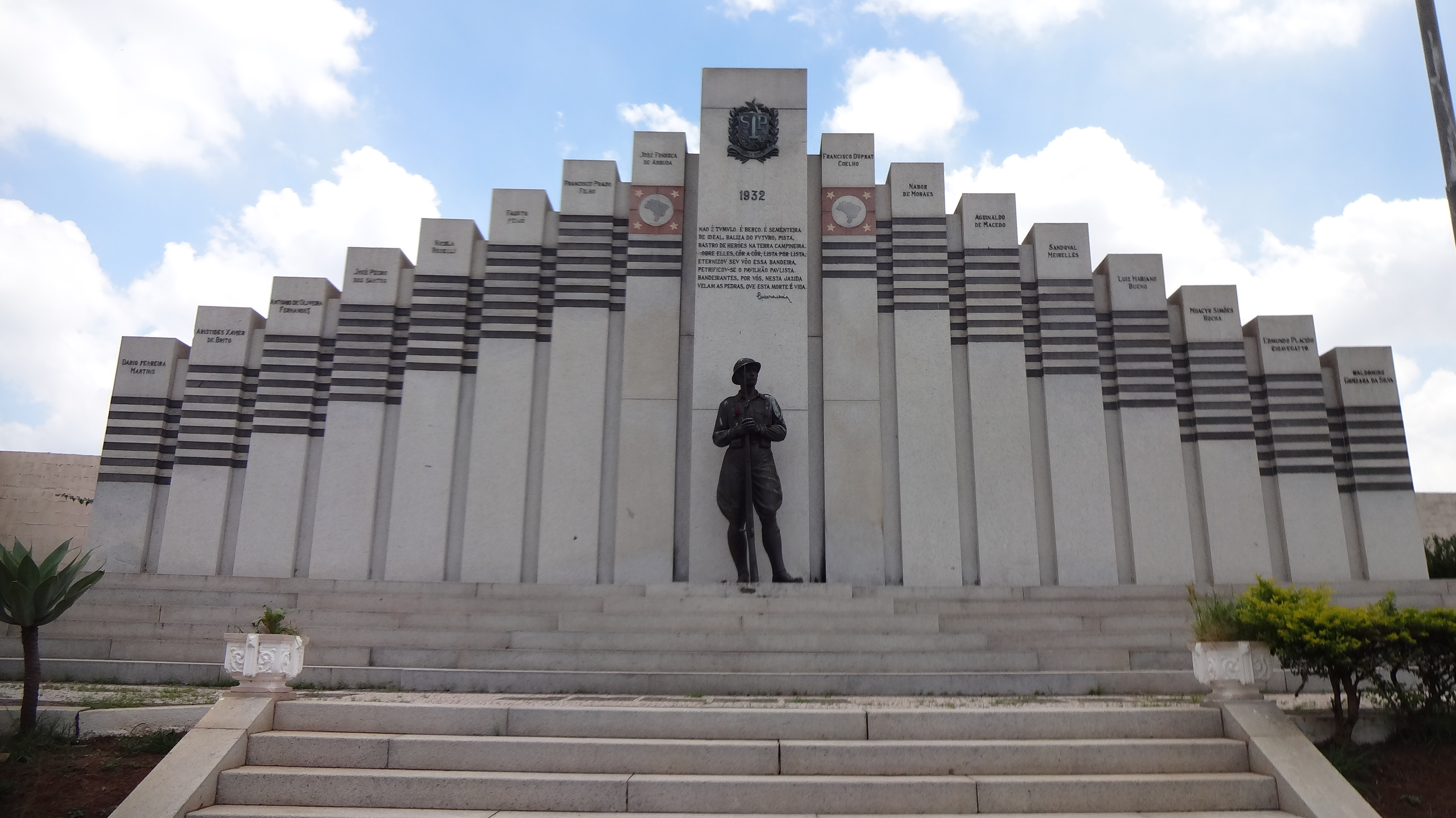
Monumento aos Heróis da Revolução Constitucionalista de 1932 no Cemitério da Saudade, em Campinas, no estado de São Paulo.

Os heróis beneficiam, na nação que os reconhece, de um consenso cultural maioritário. Os seus títulos de glória estão sempre ligados às origens da nação, foram muitas vezes a sua primeira representação e por vezes perderam a vida em defesa das suas liberdades. No entanto, não têm reconhecimento oficial como tal, o seu culto é bastante popular e tradicional. Entre os mais significativos em vários aspectos:
- Predefinição:Country data Afrique du Sud : Nelson Mandela
- Albânia : Skanderbeg
- Argélia : Jugurtha, Abd al-Mumin[11], Abdelkader ibn Muhieddine, Messali Hadj, Larbi Ben M'hidi, Ali la Pointe, Hocine Aït Ahmed, Abane Ramdane, Lalla Fatma N'Soumer, Mohammed Boudiaf, Krim Belkacem, Amirouche Aït Hamouda, Rabah Bitat, Mostefa Ben Boulaïd, Mohamed Khider, Ahmed Ben Bella
- Predefinição:Country data Allemagne : Arminius, Frédéric le Grand, Otto von Bismarck
- Predefinição:Country data Argentine : Diego Maradona, Lionel Messi
- Predefinição:Country data Belgique : Ambiorix, Godefroid de Bouillon, Charles Quint, Léopold Ier, [[Alberto I da Bélgica|Albert Predefinição:Ier]], Baudouin
- Bulgária : Kroum, Vasil Levski, Khristo Botev
- Burquina Fasso : Thomas Sankara
- Brasil : Joaquim José da Silva Xavier (Tiradentes), Pierre Ier(Dom Pedro I)
- Predefinição:République populaire de Chine : Zhang Xueliang, Mao Zedong
- Chile : Arturo Prat
- Colômbia : Simón Bolívar
- Coreia do Sul,  Coreia do Norte : Yi Sun-sin
- Predefinição:Country data Croatie : Stjepan Radić, Josip Jelačić
- Cuba : José Martí, William Alexander Morgan, Che Guevara
- Egito : Ashraf Marwan (aussi en Israël), Gamal Abdel Nasser
- Espanha : Rodrigo Díaz de Vivar, Pélage le Conquérant, Amaro Rodríguez Felipe
- Estados Unidos : George Washington, Davy Crockett, Abraham Lincoln, Franklin Delano Roosevelt, Neil Armstrong
- Finlândia : Carl Gustaf Emil Mannerheim
- França : Vercingétorix, Jeanne d'Arc, Napoléon Bonaparte, Jean Moulin, Charles de Gaulle
- Predefinição:Country data Grèce : Léonidas, Thémistocle, Alexandre le Grand, Theódoros Kolokotrónis
- Haiti : Toussaint Louverture,  Jean-Jacques Dessalines
- Hungria : Árpád, Lajos Kossuth, Imre Nagy
- Predefinição:Country data Inde : Mahatma Gandhi, Subhash Chandra Bose
- Predefinição:Country data Indonésie : Soekarno
- Irão : Cyrus le Grand, Mirza Koutchak Khan
- Predefinição:Country data Irlande : Brian Boru
- Predefinição:Country data Israël : Joseph Trumpeldor, Yitzhak Rabin, Ashraf Marwan (aussi en Égypte)
- Itália : Jules César, Giuseppe Garibaldi, Victor-Emmanuel II
- Kazakhstan : Abaï Kunanbaïouly
- Marrocos : Abdel Kader el-Allam, Mohammed Zerktouni, Youssef Ibn Tachfine, Abou Abbas Ahmas Al Mansour dit « le Victorieux », Abbas Messaadi, Mouha Ou Hammou Zayani, Assou Oubasslam, Abdelkrim El Khattabi, Mouha Ou Saïd Ouirra, Sayyida al-Hurra
- Predefinição:Country data Mongolie : Gengis Khan
- Uzbequistão : Tamerlan
- Peru : Miguel Grau, Ernest Malinowski
- Predefinição:Country data Pologne : Jean III Sobieski, Tadeusz Kościuszko, Józef Pilsudski
- Portugal : Viriathe, [[Afonso I de Aragão|Alphonse Predefinição:Ier]], Vasco de Gama, Fernand de Magellan
- Predefinição:Country data Royaume-Uni : Boadicée, Horatio Nelson, Arthur Wellington, Winston Churchill
  - Predefinição:Country data Angleterre : Alfred le Grand, Richard Cœur de Lion, Henri V
  -  Escócia : William Wallace, Robert Bruce
- Rússia : Alexandre Nevski, Ivan Soussanine, Dmitri Pojarski, Mikhaïl Koutouzov, Vladimir Ilitch Lénine, Vassili Grigorievitch Zaïtsev, Youri Gagarine
- Predefinição:Country data Serbie : Lazare de Serbie, Miloš Obilić, Karageorges
- Suíça  : Guillaume Tell[12], Arnold von Winkelried
- Predefinição:Country data Tchéquie Tchéquie : Jan Hus, Jan Žižka
- Predefinição:Country data Thaïlande : Naresuan, Taksin
- Tunísia : Habib Bourguiba, Hannibal Barca
- Turquia : Alp Arslan, Mehmed II, Soliman le Magnifique, Mustafa Kemal Atatürk, İsmet İnönü, Mustafa Fehmi Kubilay
- Ucrânia : Stepan Bandera, Ivan Mazepa
- Venezuela : Simón Bolívar
- Vietname : Đề Thám, Lê Lợi, Hô Chi Minh, Hung Vuong, Hai Ba Trung, Lý Nam Đế, Ngô Quyền, Đinh Tiên Hoàng, Lê Hoàn, Ly Thai To, Lý Thường Kiệt, Trần Nhân Tông, Nguyên Trai, Quang Trung
- Zimbabwe : Robert Mugabe[13].